# 제56회 백상예술대상
제56회 백상예술대상은 2020년 6월 5일에 열린 시상식이다.

## 수상 및 후보

### 영화 대상
- 기생충 - 봉준호 수상

### 영화 작품상
- 기생충 - 봉준호 수상
- 남산의 부장들 - 우민호
- 벌새 - 김보라
- 엑시트 - 이상근
- 82년생 김지영 - 김도영

### 영화 감독상
- 벌새 - 김보라 수상
- 기생충 - 봉준호
- 남산의 부장들 - 우민호
- 생일 - 이종언
- 블랙머니 - 정지영

### 영화 시나리오상
- 엑시트 - 이상근 수상
- 벌새 - 김보라
- 기생충 - 봉준호, 한진원
- 남산의 부장들 - 우민호, 이지민
- 윤희에게 - 임대형

### 영화 예술상
- 남산의 부장들(분장) - 김서희 수상
- 기생충(미술) - 이하준
- 기생충(촬영) - 홍경표
- 봉오동 전투(촬영) - 김영호
- 엑시트(액션) - 윤진율

### 영화 신인감독상
- 82년생 김지영 - 김도영 수상
- 김군 - 강상우
- 벌새 - 김보라
- 찬실이는 복도 많지 - 김초희
- 엑시트 - 이상근

### 영화 남자최우수연기상
- 남산의 부장들 - 이병헌 수상
- 기생충 - 송강호
- 사냥의 시간 - 이제훈
- 엑시트 - 조정석
- 천문: 하늘에 묻는다 - 한석규

### 영화 여자최우수연기상
- 생일 - 전도연 수상
- 미성년 - 김소진
- 윤희에게 - 김희애
- 82년생 김지영 - 정유미
- 기생충 - 조여정

### 영화 남자조연상
- 나의 특별한 형제 - 이광수 수상
- 찬실이는 복도 많지 - 김영민
- 기생충 - 박명훈
- 신의 한 수: 귀수편 - 원현준
- 남산의 부장들 - 이희준

### 영화 여자조연상
- 벌새 - 김새벽 수상
- 유열의 음악앨범 - 김국희
- 82년생 김지영 - 김미경
- 기생충 - 박소담
- 기생충 - 이정은

### 영화 남자신인연기상
- 기생충 - 박명훈 수상
- 사냥의 시간 - 박해수
- 배심원들 - 박형식
- 보희와 녹양 - 안지호
- 유열의 음악앨범 - 정해인

### 영화 여자신인연기상
- 찬실이는 복도 많지 - 강말금 수상
- 윤희에게 - 김소혜
- 미성년 - 김혜준
- 벌새 - 박지후
- 기생충 - 장혜진

### TV 대상
- 동백꽃 필 무렵 - KBS 2TV 수상

### TV 작품상(드라마)
- 스토브리그 - SBS 수상
- 동백꽃 필 무렵 - KBS 2TV
- 사랑의 불시착 - tvN
- 킹덤2 - 넷플릭스
- 하이에나 - SBS

### TV 작품상(예능)
- 내일은 미스터트롯 - TV조선 수상
- 구해줘 홈즈 - MBC
- 놀면 뭐하니? - MBC
- 맛남의 광장 - SBS
- 신서유기 외전 - tvN

### TV 작품상(교양)
- 자이언트펭TV - EBS 수상
- 다큐 인사이트-아카이브 프로젝트 모던코리아 - KBS 1TV
- 요즘책방 : 책 읽어드립니다 - tvN
- PD수첩-검찰기자단 - MBC
- 스페셜-요한 씨돌 용현 - SBS

### TV 연출상
- 부부의 세계 - 모완일 수상
- 이태원 클라쓰 - 김성윤
- 사랑의 불시착 - 이정효
- 스토브리그 - 정동윤
- 동백꽃 필 무렵 - 차영훈

### TV 극본상
- 동백꽃 필 무렵 - 임상춘 수상
- 하이에나 - 김루리
- 사랑의 불시착 - 박지은
- 스토브리그 - 이신화
- 슬기로운 의사생활 - 이우정

### TV 예술상
- 대탈출3(미술) - 장연옥 수상
- 킹덤2(VFX) - 김남식, 류건희
- 쌉니다 천리마마트(미술) - 김지수
- 이태원 클라쓰(음악) - 박성일
- 유 퀴즈 온 더 블럭(VJ, 촬영) - 박지현

### TV 남자최우수연기상
- 동백꽃 필 무렵 - 강하늘 수상
- 스토브리그 - 남궁민
- 이태원 클라쓰 - 박서준
- 하이에나 - 주지훈
- 사랑의 불시착 - 현빈

### TV 여자최우수연기상
- 부부의 세계 - 김희애 수상
- 동백꽃 필 무렵 - 공효진
- 하이에나 - 김혜수
- 사랑의 불시착 - 손예진
- 호텔 델루나 - 아이유

### TV 남자조연상
- 동백꽃 필 무렵 - 오정세 수상
- 부부의 세계 - 김영민
- 사랑의 불시착 - 양경원
- 이태원 클라쓰 - 유재명
- 하이에나 - 전석호

### TV 여자조연상
- 사랑의 불시착 - 김선영 수상
- 이태원 클라쓰 - 권나라
- 사랑의 불시착 - 서지혜
- 동백꽃 필 무렵 - 손담비
- 동백꽃 필 무렵 - 염혜란

### TV 남자신인연기상
- 낭만닥터 김사부2 - 안효섭 수상
- 동백꽃 필 무렵 - 김강훈
- 이태원 클라쓰 - 안보현
- 열여덟의 순간 - 옹성우
- 어쩌다 발견한 하루 - 이재욱

### TV 여자신인연기상
- 이태원 클라쓰 - 김다미 수상
- 슬기로운 의사생활 - 전미도
- 멜로가 체질 - 전여빈
- 방법 - 정지소
- 부부의 세계 - 한소희

### TV 남자예능상
- 놀면 뭐하니? - 유재석 수상
- 내일은 미스터트롯 - 김성주
- 아는 형님 - 김희철
- 1박 2일 시즌4 - 문세윤
- 방구석 1열 - 장성규

### TV 여자예능상
- 나 혼자 산다 - 박나래 수상
- 맛있는 녀석들 - 김민경
- 라디오스타 - 안영미
- 밥블레스유 - 장도연
- 아내의 맛 - 홍현희

### 백상연극상
- 그을린 사랑 - 신유청 수상
- 이게 마지막이야 - 이연주
- 스푸트니크
- 휴먼 푸가

### 젊은연극상
- 사랑 및 우정에서의 차별금지 및 권리구제에 관한 법률 - 0set 프로젝트 수상
- 진짜 진짜 마지막 황군 - 강훈구
- 신토불이 진품명품 - 송이원
- 우리는 이 도시에 함께 도착했다 - 윤혜숙
- 그을린 사랑 - 지미 세르

### 연극 남자최우수연기상
- 와이프(WIFE) - 백석광 수상
- 사랑 및 우정에서의 차별금지 및 권리구제에 관한 법률 - 김원영
- 너에게 - 임영준

### 연극 여자최우수연기상
- 로테르담 - 김정 수상
- 녹천에는 똥이 많다 - 김신록
- 7번국도 - 이리
- 그을린 사랑 - 이주영
- 이게 마지막이야 - 이지현

### 인기상
- 현빈 수상
- 손예진 수상

### 바자 아이콘상
- 서지혜 수상